# Waarneembaar heelal
Het waarneembaar heelal is dat gedeelte van het universum waarvan het in theorie mogelijk is het vanaf de Aarde waar te nemen. Alleen in theorie, omdat men in de praktijk het heelal buiten het zonnestelsel enkel via elektromagnetische straling kan waarnemen, dus op een plek waar deze niet uitgezonden wordt of waar deze te zwak is om waar te nemen, kan men niets zien, ook als er zich wel iets bevindt.
In de veronderstelling dat het heelal op grote schaal een isotrope structuur heeft, heeft het waarneembaar heelal de vorm van een bol met in het centrum de Aarde (of op welke plaats de waarnemer zich ook bevindt). Men geeft dan als straal ongeveer 46,5 miljard lichtjaar. Het heelal zelf wordt slechts op 13,75 miljard jaar oud geschat. De reden dat de geschatte straal groter is dan het licht in die tijd kan afleggen, is de  expansie van het heelal. Men ziet bijvoorbeeld op Aarde het licht van een sterrenstelsel dat op 46,5 miljard lichtjaar afstand ligt. Toen dit licht werd uitgezonden, lag dit sterrenstelsel veel dichter bij het melkwegstelsel, nu ligt het verder weg door de uitdijing van het heelal. Het licht had daardoor maar 13,75 miljard jaar nodig om ons te bereiken, ook al ligt dit sterrenstelsel nu veel verder dan 13,75 miljard lichtjaar. Men geeft dus over het algemeen als straal van het waarneembaar heelal die afstand die de verst weg gelegen waarneembare objecten nu van ons af liggen, ook al zien we deze objecten wel zoals ze waren toen ze nog veel dichterbij lagen.

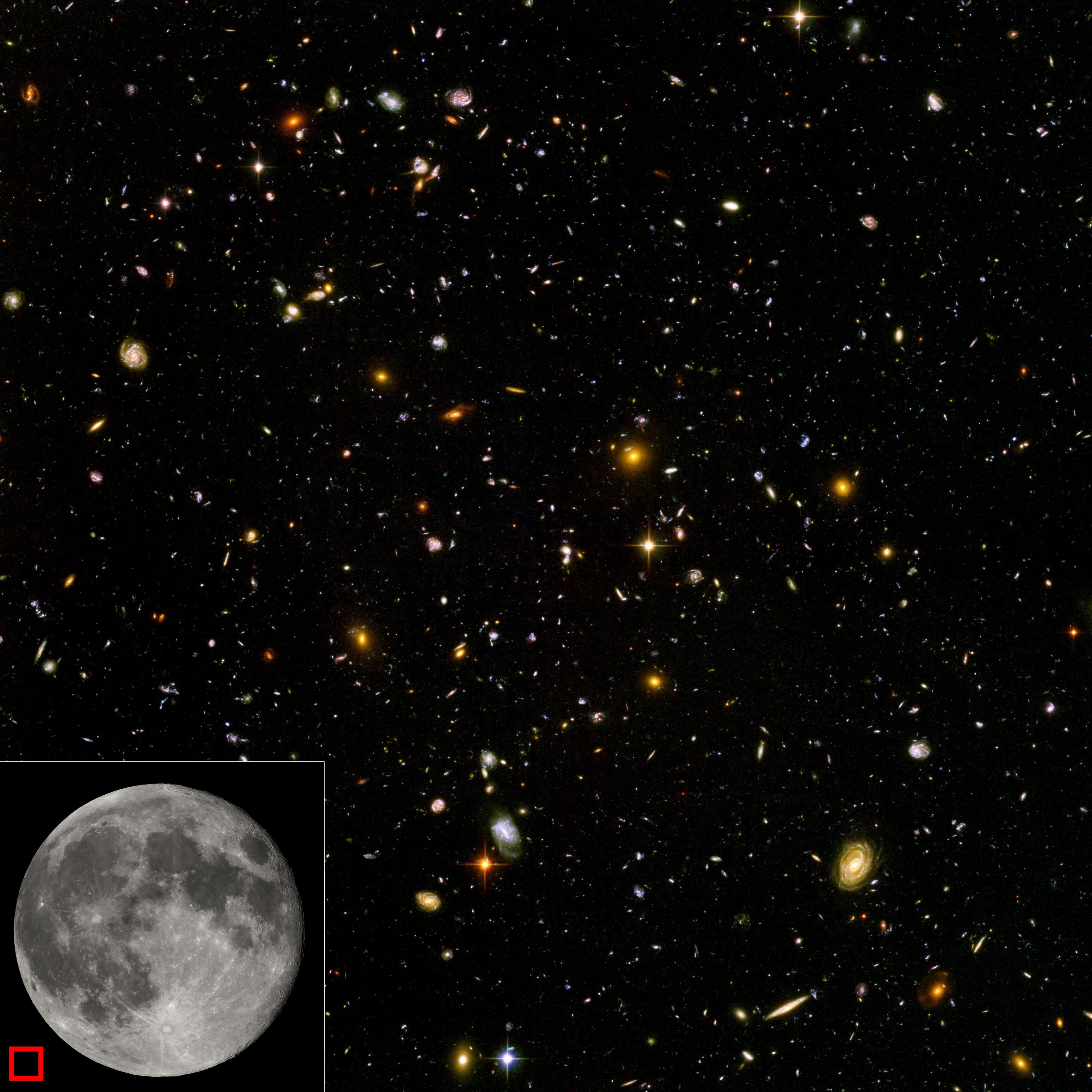
Het Hubble Ultra Deep Field. De hele foto neemt aan de hemel de plaats in van het rode rechthoekje linksonder ten opzichte van de maan.

## De grens van het waarneembaar heelal
Naarmate de tijd vordert wordt het waarneembaar heelal steeds groter, want licht dat van steeds verder komt, heeft dan de tijd gehad om ons te bereiken. Er zit echter een toekomstige limiet aan, een grootte die het waarneembaar heelal nooit zal kunnen overschrijden. De reden hiervan is dat de waarnemingshorizon van een waarnemer zich met de lichtsnelheid van de waarnemer verwijdert.
De expansie van het heelal stelt dat de ruimte zelf uitdijt, te vergelijken met bijvoorbeeld een ballon die wordt opgeblazen. Een gevolg hiervan is de wet van Hubble, dat alle sterrenstelsels – buiten diegene die dicht genoeg staan om door de zwaartekracht van de Melkweg aangetrokken te worden, zoals de Andromedanevel – van ons weg lijken te bewegen. Die sterrenstelsels bewegen echter niet echt van ons weg, ze liggen min of meer stil en het is de ruimte waarin ze liggen die ‘beweegt’. Bij de vergelijking met de ballon zou je kunnen zeggen dat elk sterrenstelsel een papiertje is dat op de ballon is geplakt. De papiertjes komen verder van elkaar te liggen naarmate de ballon groter wordt, maar ze bewegen zelf niet. De sterrenstelsels zelf worden ook niet groter door de uitdijing van het heelal, de zwaartekracht houdt ze bijeen.
Hoe verder weg een sterrenstelsel van de Melkweg ligt, hoe sneller het door de wet van Hubble van ons af lijkt te bewegen. Objecten die achter de waarnemingshorizon liggen, overschrijden de lichtsnelheid zodat ze niet meer waargenomen kunnen worden. Dit kan omdat ze niet zelf bewegen, maar het de ruimte is die expandeert. Licht dat van deze stelsels komt, kan ons dus nooit bereiken, omdat de afstand die de fotonen daarvoor moeten afleggen sneller toeneemt dan ze deze kunnen overbruggen.

## Zichtbaar versus waarneembaar heelal
Het zichtbaar heelal, dit wil zeggen het gedeelte van het heelal dat (in theorie) te zien is met elektromagnetische straling (waaronder licht), is kleiner dan het waarneembaar heelal. We kunnen immers pas licht zien vanaf 380 000 jaar na de oerknal, toen het universum niet langer ondoorzichtig was voor elektromagnetische straling. Dit eerste licht is de kosmische achtergrondstraling.
Volgens de huidige theorieën konden neutrino’s zich al 1 seconde na de oerknal vrijelijk door het heelal bewegen. Door middel van neutrino’s, zou men dus iets verder moeten kunnen kijken dan door middel van licht. Neutrino’s zijn echter heel moeilijk waar te nemen, omdat ze enkel de zwakke kernkracht voelen.

## Heelal versus waarneembaar heelal
Over de aard van het volledige heelal bestaat tegenwoordig geen zekerheid. Als het heelal zich oneindig ver in alle richtingen uitstrekt, is het waarneembaar heelal hier op elk punt in het verleden of de toekomst slechts een deel van. Een andere mogelijkheid is dat het heelal begrensd is. Als de straal van dit begrensde heelal groter is dan de straal van het waarneembaar heelal, kan men het verschil met een oneindig heelal niet zien.
Als het waarneembaar heelal groter is dan het volledige heelal, zou men in theorie de ‘rand’ van het heelal moeten kunnen zien. Een theorie is dat, als het heelal een eindige grootte heeft, het ene uiteinde verbonden is met het andere, zodat er geen ‘rand’ is. Dit valt te vergelijken met een 2D-kaart van de Aarde: als men aan de westkant over de ‘rand’ van de wereld stapt, komt men aan de oostkant terug tevoorschijn. De Aarde, een bol, heeft dus een eindige grootte, maar geen rand. Het heelal zou dan iets gelijkaardig zijn, maar dan een dimensie hoger.
Als deze theorie zou kloppen, en het heelal zou kleiner zijn dan het waarneembaar heelal, dan zou men dezelfde sterrenstelsels recht tegenover elkaar aan beide kanten van de hemel moeten kunnen zien, waarbij het ene beeld ‘van voren’ te zien is en het andere ‘van achteren’. Men kan dit aanschouwelijker maken door eenzelfde situatie te bekijken op kamerschaal. Stel dat dit soort heelal, waarbij iets wat de ene ‘rand’ overgaat aan de andere kant terug tevoorschijn komt, de grootte van een kamer heeft. Iemand staat in deze kamer. Licht dat van zijn rug vertrekt, zal in de ‘muur’ achteraan verdwijnen en in de ‘muur’ vooraan terug tevoorschijn komen en zo de ogen van deze persoon bereiken. De mens in de kamer zal dus zijn eigen rug zien. Als er nog iets in het kamerheelal is, laten we zeggen een andere mens, dan kan de waarnemer het gezicht van die mens zien als hij de ene kant op kijkt, en de rug van die mens als hij de andere kant op kijkt.
Door te zoeken naar identieke kopieën van sterrenstelsels in tegenoverliggende richtingen, zou men dus kunnen aantonen of het heelal inderdaad begrensd en kleiner dan het waarneembaar heelal is. Het probleem is echter, dat de ‘voor-‘ en ‘achterkantbeelden’ van het sterrenstelsel misschien een heel verschillende afstand hebben moeten afleggen om tot bij ons te geraken en dus het sterrenstelsel op verschillende tijden tonen. In dat geval kan het sterrenstelsel al zodanig geëvolueerd en vervormd zijn dat men niet meer kan opmerken dat het om hetzelfde sterrenstelsel gaat. Ook zijn er bij ver weg gelegen sterrenstelsels minder details te onderscheiden en is het dus ook moeilijker om identieke kopieën te zoeken in twee richtingen.

## Verste waargenomen object

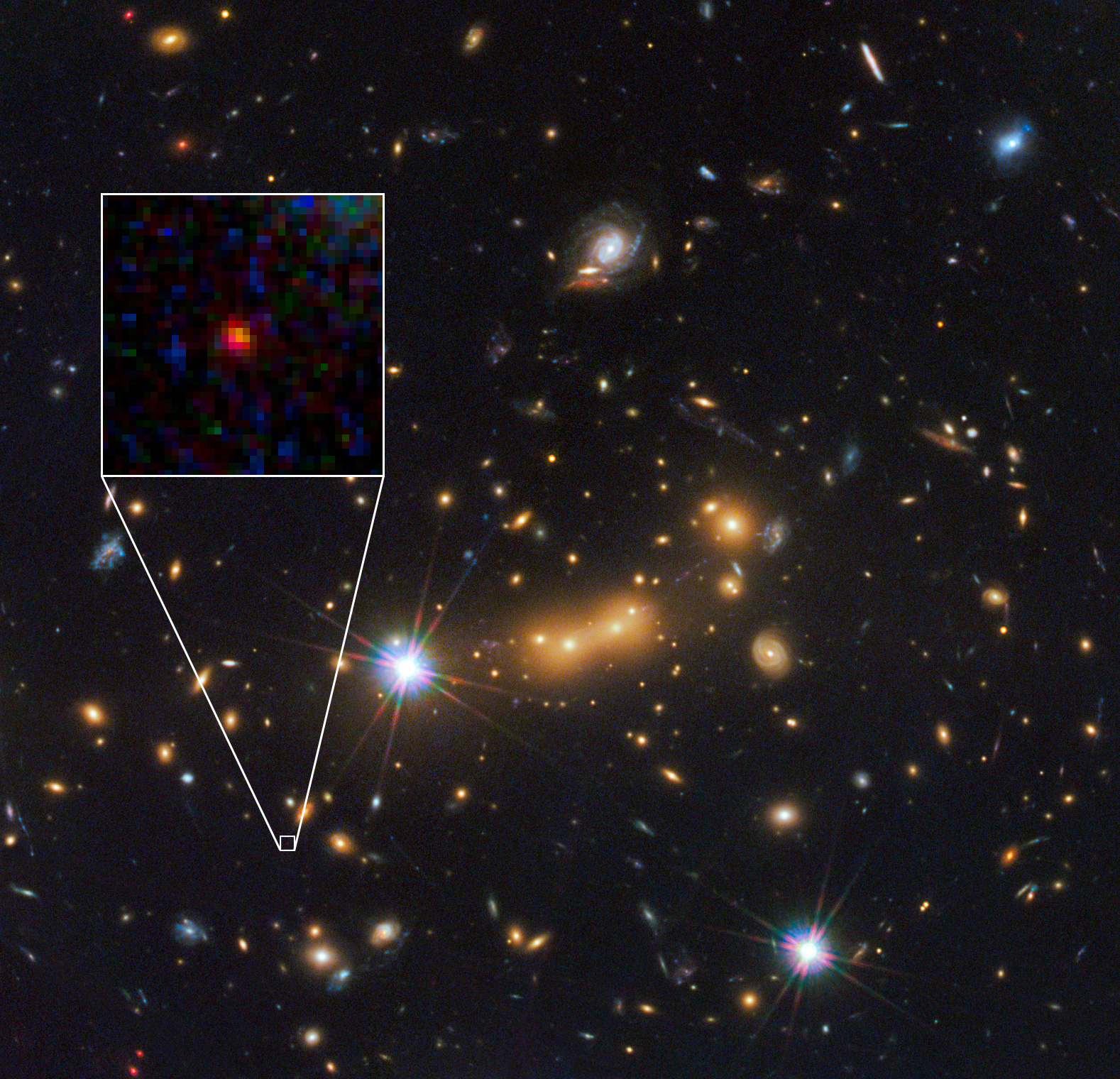
Het sterrenstelsel MACS0647-JD

Het verst weg gelegen object dat voor 16 november 2012 waargenomen was, was een sterrenstelsel dat men MACS0647-JD genoemd heeft. Het licht van dit sterrenstelsel heeft 13,3 miljard jaar moeten reizen om de Aarde te bereiken en is dus afkomstig van 420 miljoen jaar na de oerknal. Door de expansie van het universum zal dit sterrenstelsel ondertussen al veel verder liggen dan 13,3 miljard lichtjaar. MACS0647-JD werd waargenomen met de ruimtetelescoop Hubble, met behulp van een gravitationele lens, namelijk MACS J0647+7015, een cluster van sterrenstelsels.
MACS0647-JD is een heel klein sterrenstelsel, slechts 600 lichtjaar in diameter (ter vergelijking: de Melkweg is 120 000 lichtjaar in diameter). Dit is waarschijnlijk omdat we dit sterrenstelsel zo vroeg na de oerknal zien. Zulke sterrenstelsels groeien later aan door samen te smelten met andere sterrenstelsels.
Dit object is in 2016 overtroffen door GN-z11 en in 2022 door JADES-GS-z13-0 met afstanden van 13,4 en 13,6 miljard lichtjaar.